# Herbert Mies

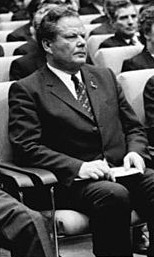
Herbert Mies, 1987

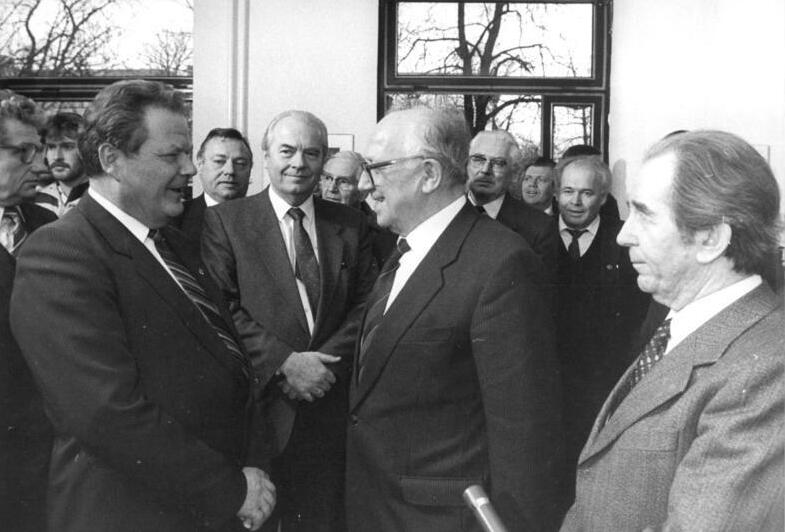
Herbert Mies (l.) begrüßt Horst Sindermann 1986 in der Bonner Vertretung des DKP-Parteivorstandes. Rechts Hermann Gautier, stellvertretender Vorsitzender der DKP

Herbert Mies (* 23. Februar 1929 in Mannheim-Waldhof; † 14. Januar 2017 in Mannheim-Schönau) war ein deutscher Politiker. Er war von 1973 bis 1990 Vorsitzender der Deutschen Kommunistischen Partei (DKP).

## Leben
Mies’ Vater arbeitete vor dem Zweiten Weltkrieg als Heizer, nach 1945 als Bahnarbeiter; er gehörte bis 1933 der KPD an. Nach acht Jahren Volksschule besuchte Herbert Mies eineinhalb Jahre eine Lehrerbildungsanstalt. 1944 musste er sie wegen seiner Weigerung, sich als Reserveoffiziersbewerber zu melden, wieder verlassen.
Nach der Befreiung vom Nationalsozialismus 1945 trat Herbert Mies der Gewerkschaft bei und wurde Mitglied der KPD. Bei der Rhein-Neckar-Zeitung in Heidelberg absolvierte er 1946 eine Ausbildung zum Journalisten. Mies studierte von 1947 bis 1949 an der Parteihochschule „Karl Marx“ der SED und von 1956 bis 1959 Sozial- und Verwaltungswissenschaft. Von 1961 bis 1963 absolvierte er eine Ausbildung als Schriftsetzer.
Von 1949 bis 1953 war er Mitglied des Zentralbüros und bis 1956 Vorsitzender der als verfassungsfeindlich verbotenen „FDJ in Westdeutschland“. In dieser Zeit hatte er seinen ersten Kontakt mit Erich Honecker. Mies war seit 1954 Mitglied des Parteivorstandes (später Zentralkomitee) und seit 1963 Kandidat und Sekretär des Politbüros der KPD. 1954 gründete Klaus Rainer Röhl mit seiner Hilfe die Zeitschrift Studentenkurier.
Im Zuge der Gespräche über eine Wiederzulassung einer kommunistischen Partei in der Bundesrepublik Deutschland wurden Mies und andere KPD-Funktionäre von der bundesrepublikanischen Justiz straffrei gestellt und kehrten nach Westdeutschland zurück. Mies wurde 1969 stellvertretender Vorsitzender der neu gegründeten DKP und war von 1973 bis 1990 deren Vorsitzender. 1987 wurde er mit dem Internationalen Lenin-Friedenspreis ausgezeichnet. 1987 sagte Honecker bei einem gemeinsamen Besuch in Moskau: „SED und DKP sprechen mit einer Stimme, Herbert [Mies] gehört doch faktisch zu unserem Politbüro.“ Im Gästehaus der SED in Rostock-Warnemünde (Haus Stolteraa) war ständig ein Zimmer für Mies reserviert.
Mies bestritt auch nach der Aufdeckung 1990 die Existenz der geheimen DKP-Militärorganisation. Er selbst hatte im Frühjahr 1989 die Auflösung der Militärorganisation erklärt, da sich nicht mehr genügend geeignete DKP-Mitglieder fanden.
Nach der Friedlichen Revolution gegen die SED-Diktatur in der DDR und dem Ende der Finanzierung der DKP durch die SED trat er als Parteivorsitzender 1990 zurück. Mies war bis 1997 Vorsitzender des Mannheimer Gesprächskreises Geschichte und Politik und Vorsitzender der Arbeiterwohlfahrt Mannheim-Schönau.
Mies wurde 1994 gemeinsam mit Kurt Fritsch für wenige Tage in Beugehaft genommen, nachdem beide vor dem Schalck-Untersuchungsausschuss über die Finanzierung der DKP durch die DDR die Aussage verweigert hatten.
Die Trauerfeier für Mies mit anschließender Urnenbeisetzung fand am 27. Januar 2017 auf dem Friedhof Mannheim-Sandhofen statt. Die Frau von Herbert Mies war Gerda Mies. Sie wiederum war die Schwester von Heinz Eichler und Hildegard Kiermeier. Sie selbst starb am 6. Januar 2018 und ist ebenfalls auf dem Friedhof Mannheim-Sandhofen beerdigt.

## Schriften
- Bericht des Parteivorstandes der DKP an den Hamburger Parteitag 2.-4. November 1973. Berichterstatter Herbert Mies. Plambeck & Co Druck u. Verlag, Neuss 1973
- Mit der DKP für Preisstopp und Arbeitsplatzsicherung, für Frieden und sozialen Fortschritt. Referat von Herbert Mies, Vorsitzender der Deutschen Kommunistischen Partei, auf dem LLL-Treffen der DKP in Solingen, 18.1.1975. Hrsg.: Parteivorstand d. DKP, Ref. Öffentlichkeitsarbeit; verantw.: Gerd Humbach. Plambeck & Co Druck u. Verlag, Neuss 1975
- mit Hermann Gauthier: Wir Kommunisten und das Grundgesetz. 2. Aufl. Verlag Marxistische Blätter, Frankfurt am Main 1977
- Zur Politik der DKP. Ausgewählte Reden und Aufsätze. Verlag Marxistische Blätter Frankfurt/M. 1979 ISBN 3-88012-581-3
- Weg und Ziel der DKP. Fragen u. Antworten zum Programm der Deutschen Kommunistischen Partei. Herbert Mies, Willi Gerns. Gesprächsführung, Robert Steigerwald. Verlag Marxistische Blätter, Frankfurt am Main 1979.
- Wende nach rechts? Rückblick und Ausblick nach 13 Jahren SPD-Regierung. Verlag Marxistische Blätter, Frankfurt am Main 1983.
- Fremdbestimmt? Abhängigkeit und Unabhängigkeit der DKP. Mannheim 1995. ISBN 3-931208-00-1
- Hrsg.: Wir wollen alle dasselbe – heim! Mannheim 1997
- Mit einem Ziel vor Augen. Vom Jung- zum Altkommunisten. Erinnerungen. Verlag am Park in der Edition Ost, Berlin 2009, ISBN 978-3-89793-179-4